# フランソワ・ド・バルテルミー
バルテルミー侯爵フランソワ・ド・バルテルミー（フランス語: François de Barthélemy、1747年10月20日 - 1830年4月3日）は、フランス革命期の政治家、外交官。

## 生涯

### 外交官、総裁として
フランソワ・ド・バルテルミーは1747年、オーバーニュで生まれ、おじのバルテルミ神父に外交家として教育された。スウェーデン、スイス、ついでイギリスで在外公館の秘書として働いた後、スイス全権公使に任命され、1795年にプロイセン王国とスペインとのバーゼルの和約を交渉した。
1797年5月、王党派の影響で総裁に選ばれたが、9月4日のフリュクティドール18日のクーデターでピエール・オージュロー将軍に逮捕されフランス領ギアナに追放された。バルテルミーはギアナからスリナムへ逃亡し、続いてアメリカ、イギリスへ向かった。

### フランス第一帝政
ナポレオン・ボナパルトのブリュメール18日のクーデター後にフランスへ戻ったバルテルミーは1800年2月に護憲元老院に登院、終身統領制やフランス第一帝政の成立に貢献した。
1814年4月2日、バルテルミーはナポレオンを見捨て、皇帝退位法に賛成票を投じ、ルイ18世の復位に合わせて憲法草案（元老院憲法）を作成した。この功績で彼は貴族院議員に任命された。百日天下では潜伏を余儀なくされたが、その後のフランス復古王政では侯爵に叙され、1819年に選挙法を貴族に有利なものにする改正を貴族院に提出した。
1830年、パリで死去した。